# Osojnica (Słowenia)
Osojnica – wieś w Słowenii, w regionie Gorenjeńskim, w gminie Žiri. 1 stycznia 2017 wieś liczyła 27 mieszkańców.